# Funky Fish
Funky Fish (ファンキーフィッシュ?, Fankī Fisshu) è un videogioco arcade di genere sparatutto a scorrimento, sviluppato e pubblicato da Sun Electronics (oggi Sunsoft) nel 1981. Ebbe un'unica conversione per la console Arcadia 2001.

## Modalità di gioco
In Funky Fish, viene preso il controllo dell'omonimo pesce verde che nuota per dei livelli subacquei scorrevoli orizzontalmente. In essi sono presenti variegati animali marini che orbitano attorno a dei mostri. Il giocatore può individuare questi ultimi tramite il radar visualizzato nella parte superiore dell'interfaccia, e il suo obiettivo è quello di neutralizzarli tutti in modo da passare al livello successivo.
Il pesce è in grado di attaccare e trasformare gli animali in frutta sputando bolle. La frutta viene poi mangiata per fargli aumentare di un punto la sua energia, il cui indicatore diminuisce gradualmente. Il giocatore però la deve divorare in fretta, perché se anche un solo frutto tocca il fondale, esso tornerà ad essere l'animale marino che era prima. Una volta eliminati gli animali i mostri diventano per 99 secondi dei particolari distributori con cui fare pieno rifornimento. Ogni tre livelli il pesce acchiappa gli animali fuoriuscendo la sua lingua.
Quando il pesce entra in contatto con un animale o un mostro, oppure se l'indicatore della sua energia scende a 0, una vita viene persa. La partita termina dopo che le vite sono esaurite.